# Palpomyia zernyi
Palpomyia zernyi är en tvåvingeart som beskrevs av Maurice Emile Marie Goetghebuer 1934. Palpomyia zernyi ingår i släktet Palpomyia, och familjen svidknott. Inga underarter finns listade.